# Beheersvennootschap
Een beheersvennootschap of voluit vennootschap voor het beheer van de rechten is in België een collectieve vennootschap die het beheer uitoefent van de auteursrechten en naburige rechten (zoals leenrecht of billijke vergoeding) van de aangesloten auteurs. .

## Doelstelling
Het hoofddoel van een beheersvennootschap is het innen van de rechten en die verdelen aan de rechthebbende vennoten (auteurs, uitvoerende kunstenaars, uitgevers, producenten van geluids- en audiovisuele werken) die aangesloten zijn bij het vennootschap. Daarnaast kan ze nog andere diensten aanbieden zoals juridisch advies. Beheersvennootschappen fungeren als tussenpersoon tussen de auteurs en de gebruikers van de werken die auteurs. 
Een auteur is niet verplicht om zich aan te sluiten bij een beheersvennootschap maar in eigen beheer is het vrijwel onmogelijk om elk gebruik van een werk te controleren en de betaling van de eigen rechten te bekomen. Van de kant van de gebruikers is het eveneens niet haalbaar om voor elke uitzending of vertoning van een werk de rechthebbende op te sporen en toestemming te vragen.
Een beheersvennootschap kan ook algemene contracten sluiten met sommige gebruikers (televisiezenders, theaters enz.) betreffende het gebruik van de werken van de aangesloten auteurs. Daardoor verliezen die auteurs wel de vrijheid om individueel te beslissen over het gebruik van hun eigen werken met deze gebruikers.
Er zijn beheersvennootschappen die de rechten beheren van alle mogelijke soorten auteurs (schrijvers, componisten, fotografen, etc.) zoals SABAM. Andere beheersvennootschappen beperken tot een sector zoals uitgevers van bladmuziek of auteurs van wetenschappelijke werken, of die enkel reprografievergoedingen en dergelijke beheren.
Een aantal rechten moet echter altijd door een beheersvennootschap worden verdeeld:
- de vergoeding voor de privékopie (thuiskopieën)
- de "reprografievergoeding" (fotokopieren voor privégebruik of in het onderwijs)
- de "billijke vergoeding" voor radio-uitzendingen en openbare uitvoeringen van werken
- het leenrecht.

## Rechtsgrond
Beheersvennootschappen moeten een vergunning hebben van de bevoegde minister (in casu de minister bevoegd voor economie).
De rechtsgrond van beheersvennootschappen is:
- hoofdstuk VII van de wet van 30 juni 1994 betreffende het auteursrecht en de naburige rechten, gepubliceerd in het Belgisch Staatsblad van 27 juli 1994
- Koninklijk besluit van 6 april 1995 "betreffende de vergunning voor de vennootschappen voor het beheer van de rechten bedoeld in artikel 65 van de wet van 30 juni 1994 betreffende het auteursrecht en de naburige rechten" (Staatsblad van 29 april 1995).
- de wet van 10 december 2009 "tot wijziging van de wet van 30 juni 1994 betreffende het auteursrecht en de naburige rechten wat het statuut van en de controle op de vennootschappen voor het beheer van de rechten betreft" (Staatsblad van 23 december 2009).

## Lijst van beheersvennootschappen
België kent de volgende beheersvennootschappen, met een door de minister verleende vergunning:
- Agicoa Belgium

- Auteursbureau Almo

- Assucopie

- Auvibel

- B.A.V.P. (Beheers- en belangenvennootschap voor Audiovisuele Producenten)

- Copiebel (Cooperative de Perception et d'Indemnisation des Editeurs Belges, en abrégé)

- Copiepresse

- Deauteurs

- Imagia

- Librius (voorheen Ruit)

- Procibel (Société de gestion collective des Producteurs pour la Copie Privée en Belgique; collectieve beheersvennootschap van producenten voor het kopiëren voor eigen gebruik in België)

- Reprobel

- Reprocopy

- Repro PP (Coöperatieve Vennootschap voor de Reprografierechten van de Uitgevers van de Periodieke Pers)

- Repropress

- SABAM (Société d’Auteurs Belge – Belgische Auteurs Maatschappij)

- SACD (Société des Auteurs et Compositeurs Dramatiques)

- SAJ-JAM (Société de droit d'Auteur des Journalistes - Journalisten Auteursmaatschappij)

- SEMU (Société des Editeurs de Musique / Muziekuitgevers)

- S.I.M.I.M. (Société de l'Industrie Musicale - Muziekindustrie Maatschappij)

- Sofam (Société Multimedia des Auteurs des Arts Visuels en abrégé "SOFAM")

- Toneelfonds J. Janssens

- Playright[2]

- VEWA (Vereniging van Educatieve en Wetenschappelijke Auteurs; voorzitter van de Raad van Bestuur: prof. Roger Blanpain)